# Интерны
«Инте́рны» — российский комедийный телесериал, посвящённый работе врачей-интернов. Транслировался в эфире телеканала «ТНТ» с 31 марта 2010 года по 25 февраля 2016 года. Вышло 14 сезонов, в общей сложности насчитывающих 278 серий. Также было выпущено два новогодних спецвыпуска.
Премьера телесериала была изначально запланирована на телеканале «ТНТ» 29 марта 2010 года, но из-за терактов в Московском метрополитене была перенесена на 31 марта 2010 года.
С 23 ноября 2019 года по 12 января 2020 года на телеканале «ТНТ» выходил мультсериал-пародия «Мультерны», созданный на основе 1—21 серий.

## Сюжет
Сериал посвящён работе молодых неопытных интернов, постоянно попадающих в смешные и нелепые ситуации. Их руководитель — заведующий терапевтическим отделением Андрей Евгеньевич Быков — обладатель жёсткого характера с соответствующим педагогическим подходом. Он постоянно подшучивает над учениками. Помогают Быкову и наблюдают за приключениями интернов его друг — заведующий кожно-венерологическим отделением Иван Натанович Купитман и старшая медсестра терапевтического отделения Любовь Михайловна Скрябина (также позднее — Маргарита Павловна Королёва). Наводит порядок в больнице главврач Анастасия Константиновна Кисегач.
Сюжеты, по словам создателей сериала, основаны на реальной врачебной практике.

## Персонажи

### Врачи
| Имя персонажа                    | Актёр (актриса)   | Описание |
| -------------------------------- | ----------------- | --- |
| Андрей Евгеньевич Быков          | Иван Охлобыстин   | Заведующий терапевтическим отделением больницы и руководитель интернатуры. Отличный специалист, высоко интеллектуален, но обладает скверным характером. В общении циник и самодур, язвителен до абсурда и обладает специфичным чувством юмора. В прошлом — байкер по прозвищу Ящер. |
| Анастасия Константиновна Кисегач | Светлана Камынина | Главный врач больницы, любовница, а затем жена Быкова. Женщина с жёстким характером, временами проявляет сентиментальность. |
| Иван Натанович Купитман          | Вадим Демчог      | Доктор-дерматовенеролог, кандидат медицинских наук, заведующий кожно-венерологическим отделением больницы. Еврей, хитёр, корыстен. Ценитель дорогого коньяка. Лучший друг Быкова.                                                                                                   |
| Врачи, появившиеся позже         |                   | |
| Тимур Борисович Алабаев          | Азамат Мусагалиев | Врач-терапевт, перешедший из частной клиники. Хитёр и изворотлив. Бывший муж Ульяновой. |

### Интерны
| Имя персонажа              | Актёр (актриса)  | Описание |
| Первый состав              | Первый состав    | Первый состав |
| -------------------------- | ---------------- | --- |
| Борис Аркадьевич Левин     | Дмитрий Шаракоис | «Ботаник» с красным дипломом, уверенный в собственной важности. Дотошный и нудный, из-за чего имеет мало друзей. |
| Варвара Николаевна Черноус | Кристина Асмус   | Исполнительная и инициативная, но иногда слишком наивная девушка. Не понимает намёков. |
| Глеб Викторович Романенко  | Илья Глинников   | Сын главного врача больницы Анастасии Кисегач от первого брака, пасынок Быкова. Имеет репутацию «мажора», не пренебрегает возможностью разыграть своих коллег и отмазаться от работы. Лучший друг Лобанова.                                                   |
| Семён Семёнович Лобанов    | Александр Ильин  | Интерн, не самый умный и не лучше других разбирающийся в медицине, но зато мгновенно соображающий, как отпроситься с работы и заполучить халяву. Вспыльчив и нетерпелив, ненадёжен в плане долгов. Лучший друг Романенко.                                     |
| Интерны, появившиеся позже |                  | |
| Фил Ричардс                | Один Байрон      | Американец из Бостона, выросший в семье гомосексуалов, приехал по программе обмена опытом вместо Левина. Достаточно образован, но наивен, часто становится объектом шуток со стороны своих русских коллег из-за плохой осведомлённости о местном менталитете. |
| Полина Сергеевна Ульянова  | Яна Гурьянова    | Общительная, упорная до наглости девушка. Бывшая жена Алабаева. |
| Новый состав               |                  | |
| Алексей Денисович Мальцев  | Александр Ляпин  | Идеалист, настойчив и трудолюбив, подвержен чужому влиянию. |
| Максим Леонидович Корнеев  | Илья Шидловский  | Авантюрист, мастер манипулирования. |
| Софья Яковлевна Калинина   | Аглая Тарасова   | Племянница венеролога Купитмана. Достаточно квалифицированный специалист, ранима, порой своевольна. |

### Медсёстры
| Имя персонажа                     | Актриса               | Описание |
| --------------------------------- | --------------------- | --- |
| Люба (Любовь Михайловна Скрябина) | Светлана Пермякова    | Старшая медсестра терапевтического отделения. Исполнительна и профессиональна, любительница сплетен. Порой бывает суеверна и вспыльчива.                                   |
| Маргарита Павловна Королёва       | Юлия Назаренко-Благая | Старшая медсестра, назначенная вместо временно уехавшей в США Любы; позднее они работают в паре. Бывшая подруга (а также любовница) Быкова, сообразительна и хладнокровна. |

### Второстепенные персонажи
- Ольга Сергеевна Лобанова (Татьяна Лянник) — жена Семёна Лобанова.
- Алиса Андреевна Быкова (Мария Пирогова) — дочь Быкова от первого брака.
- Ирина Витальевна Шемякова (Лидия Арефьева) — врач-психиатр, одно время была любовницей Лобанова.
- Виктор Алексеевич Романенко (Михаил Пореченков) — бизнесмен, первый муж Анастасии Кисегач, отец Глеба Романенко.
- Антон Николаевич Ярославский (Андрей Андреев) — бизнесмен, один из кавалеров Кисегач.
- Вера (Татьяна Мухина) — секретарь главврача.
- Пётр (Максим Артамонов) и Павел (Михаил Павлик) — санитары терапевтического отделения.
- Галина (Елена Суркова) и Валентина (Вероника Рис) — медсёстры терапевтического отделения.
- Иванович (Эдуард Аблам) — электрик больницы.
- Давид Таймуразович Такоев (Вадим Цаллати) — врач-анестезиолог.
- Марина Александровна (Людмила Чурсина) — мать Анастасии Кисегач и бабушка Глеба Романенко.
- Игорь (Роман Гредин) и Валерий (Алексей Богданов) — врачи, приданные Быкову для доукомплектации отделения после выпуска первых интернов.
- Геннадий Петрович (Сергей Макаров) — заведующий приёмным отделением.
- Екатерина Воробьёва (Любовь Соколинская) — девушка Фила, журналистка.
- Яков Моисеевич Калинин (Александр Назаров) — отец Софьи Калининой, двоюродный брат Купитмана.
- Павел Николаевич Королёв (Михаил Самохвалов) — отец Риты.
- Илья Андреевич Быков (Анатолий Наумов) — сын Быкова и Кисегач.

### Приглашённые знаменитости
| Имя                  | Род занятий                                                             | Роль                                             | Серия   |
| -------------------- | ----------------------------------------------------------------------- | ------------------------------------------------ | ------- |
| Анатолий Отраднов    | Актёр («Глухарь», «Гагарин. Первый в космосе»)                          | Пациент Николай Алексеевич Южаков                | 7, 18   |
| Александр Голубев    | Певец, актёр мюзиклов («Нотр-Дам де Пари», «Метро»)                     | Пациент Тараскин                                 | 25      |
| Эдгард Запашный      | Дрессировщик, представитель цирковой династии Запашных                  | Камео                                            | 33      |
| Максим Аверин        | Актёр (сериалы: «Глухарь», «Склифосовский», «Горюнов»)                  | Камео                                            | 60      |
| Сергей Бадюк         | Российский актёр, бизнесмен, спортсмен                                  | Байкер Сергей Боров, друг Быкова                 | 63, 200 |
| Алексей Агопьян      | Актёр (комик-труппа «Маски», тележурнал «Каламбур»)                     | Пациент Фёдор Сергеевич Трошкин                  | 80      |
| Александр Робак      | Актёр, кинорежиссёр, продюсер                                           | Антонов Сергей, друг Быкова и Купитмана          | 86      |
| Валерий Громовиков   | Заслуженный артист России                                               | Букмекер                                         | 88      |
| Александр Леньков    | Актёр, Народный артист России                                           | Натан Донатович Купитман, отец доктора Купитмана | 107     |
| Александр Числов     | Актёр («Испанский вояж Степаныча», «Участок», «Легенда №17»)            | Полицейский                                      | 110     |
| Сергей Жуков         | Певец                                                                   | Камео                                            | 120     |
| Виктор Добронравов   | Актёр, Заслуженный артист России                                        | Пациент Терёхин                                  | 126     |
| Елена Кондулайнен    | Актриса, певица                                                         | Наина, бывшая жена Купитмана                     | 128     |
| Владислав Котлярский | Актёр (сериалы: «Глухарь», «Карпов»)                                    | Майор полиции, назвавшийся Жегловым              | 136     |
| Анатолий Калмыков    | Артист цирка и кино («Ширли-мырли», «Отель Элеон», «Дети понедельника») | Учитель музыки                                   | 177     |
| Дмитрий Романов      | Юморист, участник шоу «Stand Up»                                        | Санитар, камео                                   | 194     |
| Владимир Виноградов  | Актёр («Доктор Тырса», «Корабль»)                                       | Пациент Пантелеев                                | 235     |
| Гарик Харламов       | Актёр, юморист, участник шоу «Comedy Club»                              | Камео                                            | 253     |

## Эпизоды
Первоначально телеканалом ТНТ было заказано 60 серий.
| Сезоны | Сезоны               | Эпизоды              | Выход в эфир            | Режиссёры                                        |
| ------ | -------------------- | -------------------- | ----------------------- | ------------------------------------------------ |
|        | 1                    | 20                   | 31.03.2010 — 05.05.2010 | Максим Пежемский, Заур Болотаев                  |
|        | 2                    | 20                   | 15.06.2010 — 21.09.2010 | Заур Болотаев, Милан Килибарда                   |
|        | 3                    | 20                   | 31.01.2011 — 04.03.2011 | Евгений Невский                                  |
|        | 4                    | 20                   | 30.05.2011 — 04.07.2011 | Евгений Невский, Милан Килибарда, Радда Новикова |
|        | 5                    | 20                   | 29.08.2011 — 29.09.2011 | Милан Килибарда, Радда Новикова                  |
|        | 6                    | 20                   | 02.04.2012 — 26.04.2012 | Радда Новикова                                   |
|        | 7                    | 20                   | 27.04.2012 — 01.11.2012 | Радда Новикова                                   |
|        | 8                    | 20                   | 25.01.2013 — 22.05.2013 | Радда Новикова                                   |
|        | 9                    | 20                   | 23.05.2013 — 25.09.2013 | Радда Новикова                                   |
|        | Новогодняя серия № 1 | Новогодняя серия № 1 | 31.12.2013              | Дина Штурманова                                  |
|        | 10                   | 23                   | 03.02.2014 — 13.03.2014 | Дина Штурманова                                  |
|        | 11                   | 20                   | 06.10.2014 — 06.11.2014 | Дина Штурманова                                  |
|        | Новогодняя серия № 2 | Новогодняя серия № 2 | 31.12.2014              | Кирилл Седухин                                   |
|        | 12                   | 15                   | 09.02.2015 — 05.03.2015 | Дина Штурманова                                  |
|        | 13                   | 20                   | 07.09.2015 — 07.10.2015 | Кирилл Седухин                                   |
|        | 14                   | 20                   | 25.01.2016 — 25.02.2016 | Гиорги Калатозишвили                             |

### Сезон 1
| № серии | Премьера   | Описание серии |
| ------- | ---------- | --- |
| 1       | 31.03.2010 | Несмотря на категоричный отказ доктора Быкова, к нему прикрепляют четырёх интернов. Смирившись с неизбежным, он начинает обучение новичков своими, сильно отличающимися от традиционных, методами. В результате Левин «снимает напряжение» в душе, Варя Черноус собственноручно проносит пациенту (Купитман с похмелья) в отделение коньяк и сигареты, Лобанов делает старушке укол, от которого та вскоре «умерла», Романенко умудряется «опросить» больного, находящегося в коме уже 3 месяца. В итоге все интерны остаются на дежурство. |
| 2       | 31.03.2010 | Пытаясь прекратить безделье Романенко, Черноус делает ему укол кофеина. Глеб, не желая оставаться в долгу, отвечает Варе инъекцией сильного успокоительного, из-за которой она засыпает и её по ошибке отправляют в морг. Благодаря Купитману Лобанов заражается страшной несуществующей болезнью. Левин «убивает» трёх пациентов (включая Быкова), за что в качестве наказания отсылается в морг, где его ждёт «оживший труп» (проснувшаяся Варя Черноус).                                                                                 |
| 3       | 01.04.2010 | Левин открыл новую болезнь, но в самый разгар исследований Быков забирает больную себе. Семён снял кастрюлю с головы пациента и надел на себя, Романенко, пользуясь слепотой Лобанова, отправляет его к Быкову и убеждается в том, что не стоит рыть другому яму. Варя достаёт своего пациента сверхзаботой. |
| 4       | 05.04.2010 | Романенко пускает слух, что переспал с Варей, та в ответ рассказывает о размерах его пениса. Попытка всё опровергнуть делает его геем. Лобанов проигрывает пациенту все свои деньги в карты, попытки отыграться успеха не приносят. Быков на глазах Левина демонстрирует чудеса уринотерапии, Боря пытается доказать ему, что он тоже так может, но вызывает лишь смех у Быкова. |
| 5       | 06.04.2010 | Быков соглашается выдать Купитману и Любе по одному интерну, под их чутким руководством Лобанов лишается дорогого коньяка, а Левин напился спирта и расстался с девственностью. Варя и Романенко принимают роды в сломанном лифте. |
| 6       | 07.04.2010 | Чтобы доказать Романенко, что у него был секс, Левин крадёт женские трусы из раздевалки. Быков и Кисегач перекидывают друг другу страдающего газами пациента. Жадный до денег Лобанов кладёт в больницу симулянта, но Быкова не проведёшь. Из-за строгого больного «медсестра Варя» просит Глеба побыть «доктором Черноус». |
| 7       | 08.04.2010 | Левин хочет расстаться с Любой, но не находит удобного момента. Лобанов стал сутенёром для важного пациента. Романенко и Варя обсуждают поход в кино накануне вечером. |
| 8       | 13.04.2010 | Романенко оставляет в анусе VIP-больного колпачок от фломастера. Лобанов с Любой в обмен на завещание квартиры исполняют желания «одинокой» старушки, позже к ним присоединяется Купитман. Варя с санитарами ищут по больнице психбольного «Путина». У Левина конфликт с мужем пациентки. |
| 9       | 14.04.2010 | Купитман учит Левина хамить, а Любу — хвалить мужчин. Лобанов, благодаря своему пациенту-врачу, быстро справляется с остальными больными, но вызвал подозрения Быкова. Романенко с Варей стремятся помочь больному скрыть измену, но их несогласованность делает только хуже. |
| 10      | 15.04.2010 | Варя пытается переубедить пациентку увеличить грудь, а Люба, наоборот, поддерживает идею. Лобанову попался больной, который знает только китайский, им приходится общаться с помощью рисунков. Романенко подшучивает над пришедшим на осмотр милиционером и Купитманом. Левин пробуждает у пациента страх перед операцией, за что Быков выставляет его умственно отсталым санитаром. |
| 11      | 19.04.2010 | Лобанов очень спешит на вечер выпускников и поэтому говорит заранее всё знающему Быкову, что заболел. Романенко безуспешно пытается помириться с Варей. Левин не знает, как дальше общаться с Любой — из-за того, что они расстались, та его ненавидит. |
| 12      | 20.04.2010 | Левин жалуется Кисегач на Быкова и требует, чтобы того уволили, Быков в ответ просит Кисегач подыграть ему. Лобанов побрил не той пациентке голову и весь день пытается выкрутиться. Романенко не может опросить пациента с заиканием. А Варя случайно выбросила ампулу введенного наркотического обезболивающего. |
| 13      | 21.04.2010 | Быков и Купитман «стали» гомосексуалами ради симпатичной девушки последнего. Варя проверяет пригласившего её на дачу Романенко. Лобанов врёт про Левина, и теперь его принимают за охотника за органами. |
| 14      | 22.04.2010 | Левин в глазах инвалидов стал их собратом по несчастью. Лобанов помогает другу отмазаться от призыва в армию, Быков с Купитманом придумали для них розыгрыш. Варя жалеет пациента, но наслушалась его историй про Ниночку. |
| 15      | 26.04.2010 | Левин принял за анальгин галлюциногенные таблетки. Глеб доказывает Варе, что он — мужик. Лобанову попался тяжёлый случай — у продавца бытовой техники половой орган застрял в трубе от пылесоса. |
| 16      | 27.04.2010 | Лобанов лечит транссексуала. Романенко использует Левина под страхом того, что обнародует хоум-видео про него с Любой. Варя пытается помочь одной бабушке, которая потеряла деньги. |
| 17      | 28.04.2010 | Быков и Кисегач пьют виски и на следующий день просыпаются в одной постели. Поскольку Быков из кабинета выйти не может, Романенко и Лобанов манипулируют Левиным, поменяв в его телефоне номера Глеба и Быкова. Варя напивается на рабочем месте. |
| 18      | 29.04.2010 | Люба с Варей пытаются любыми способами выяснить, что же произошло вчера с последней, Романенко в ответ готовит розыгрыш. Попутно он целый день грубит Быкову, за что тот пытается его уволить, но каждый раз неудачно. Из-за Лобанова Левина принимают за гея. |
| 19      | 04.05.2010 | Быков и Кисегач заключают спор на Романенко. Сам же Глеб старается избежать свидания с Варей, боясь её психически травмировать. Лобанов нашёл бомжей для косметического ремонта в кабинете Кисегач, но в итоге ремонт приходится делать ему самому. Люба обиделась на Левина за то, что он назвал её на людях старшей сестрой. |
| 20      | 05.05.2010 | Романенко с Варей не могут уединиться. Ольга решает посмотреть, как работает её муж. Левин выясняет, что друзей у него нет. |

### Сезон 2
| № серии | Премьера   | Описание серии |
| ------- | ---------- | --- |
| 21      | 15.06.2010 | Лобанов пытается воспитать из Левина настоящего мужчину. Варя читает учебник по испытанию оргазма. Романенко вправляет пациенту челюсть. |
| 22      | 16.06.2010 | Быков требует от Кисегач повышения зарплаты. Лобанов нелегально распространяет в больнице БАДы. Варя хочет, чтобы Романенко удалил все женские номера с телефона. Левин старается объяснить Любе наличие следа укуса на своей ягодице.                                                                               |
| 23      | 17.06.2010 | Люба и Левин пытаются уединиться в больнице. Варя учится произносить слово «пенис». Быков прячется от Кисегач, дабы не вести лекцию о половом созревании. Лобанов издевается над своим армейским старшиной. |
| 24      | 21.06.2010 | Варя и Романенко целуются в палате интенсивной терапии и выводят больного из комы. Ольга ложится в больницу, но её лечащим врачом становится Левин, Лобанов понимает, что он плохой врач. Кисегач проводит экскурсию по больнице в тесной обуви.                                                                     |
| 25      | 22.06.2010 | Лобанов ревнует свою жену к Быкову. Варя садится на диету и отбирает курицу у своего пациента. Романенко, которому поручено эту курицу выбросить, съедает её, из-за чего у него возникает конфликт как с пациентом, так и с Варей. Левин нечаянно говорит Любе, что она старая и толстая, в ответ узнаёт всё о себе. |
| 26      | 23.06.2010 | Купитман ворует у Быкова игровую приставку, когда сам Быков проводит время у Кисегач. Варе и Романенко в пациенты попалась бывшая девушка Глеба с 3-летним сыном. Из-за своей жадности Лобанов не может вытащить руку из аппарата с напитками.                                                                       |
| 27      | 24.06.2010 | Люба становится «женой» Купитмана для его друга. Левин делает вывод: если у Ольги здоровье в порядке, то проблема в Лобанове. Быков отдаёт Романенко такого больного, что даже Кисегач не может поставить ему диагноз.                                                                                               |
| 28      | 28.06.2010 | Быков с Купитманом решают, кого из интернов уволить. Лобанов с Левиным подставляют друг друга, а Романенко рассказывает маме, что они с Варей встречаются. |
| 29      | 29.06.2010 | Варя проверяет Романенко на измену. Лобанов, не без помощи Быкова, скрывает от жены правду о своих сперматозоидах. Левин стесняется носить свитер, который ему подарила Люба. |
| 30      | 30.06.2010 | Быков устраивает для интернов командное соревнование: Левин и Варя против Романенко и Лобанова. Интерны должны быстрее соперников поставить диагноз одному из пациентов-супругов. Быков и Купитман делают ставки, Левин с Варей ломают голову над диагнозом, а Романенко и Лобанов пытаются схитрить.                |
| 31      | 06.09.2010 | Купитман приглашает Романенко втайне от Кисегач на очередную пьянку. Варя помогает Лобанову бросить курить. Люба пытается избавиться от своего бывшего, ей понадобилась помощь Быкова. |
| 32      | 07.09.2010 | Кисегач хочет взять, вместо Купитмана, Быкова с собой на конференцию в Милан. Лобанов и Романенко, каждый своими способами, пытаются сделать так, чтобы пациент-эксгибиционист не раздевался на людях. Левин пытается силой вернуть Любу к себе.                                                                     |
| 33      | 08.09.2010 | Романенко специально для Вари устраивает представление в больнице, но у неё нет чувства юмора, а это серьёзная проблема. Быков доводит Кисегач, но та стоически держится. А Люба мешает Левину препарировать крыс.                                                                                                   |
| 34      | 09.09.2010 | Левин стал пленником, якобы, инопланетных пришельцев. Быков перепоручил написать Варе написать характеристики на всех интернов, и она написала пикантную характеристику о Романенко. Люба пытается вынудить электрика починить фонарь у входа, но это не так просто.                                                 |
| 35      | 13.09.2010 | Быков взял в руки трость, шарик и начал обсуждать интересные случаи с интернами. Варя узнала про настоящий русский мат. Благодаря Купитману Левин решает, что он — гей. |
| 36      | 14.09.2010 | У Левина отобрал телефон собственный пациент-гопник. Варя представляется невестой сына пациентки-старушки и берёт в подарок семейную реликвию. Романенко спасает жениха от необдуманной женитьбы. Лобанов ничего не делает по велению Быкова.                                                                        |
| 37      | 15.09.2010 | В больницу приезжает академик Таланов, первый учитель Кисегач и Быкова. Левин становится сыном Кисегач, Лобанов — Левиным, а Романенко — её парнем Лобановым. Лобанов безуспешно пытается защитить Купитмана от одного ревнивого мужа. А у Вари очень красивый пациент.                                              |
| 38      | 16.09.2010 | Быков заявляет интернам-парням, что они подкаблучники. Но ведь это не так: Левин доказывает Любе, что ПМС не существует; Лобанов назло жене напивается и заявляет ей, что не хочет детей; Романенко признаётся Варе, что до сих пор тусуется по клубам. А сам Быков пытается вызвать ревность у Кисегач.             |
| 39      | 20.09.2010 | Левин весь день бездельничает. По заданию одного психолога Романенко и Варя составляют список претензий друг к другу, но в итоге они все равно расстаются. Так как Ольга выгнала Лобанова из дома, он живёт в ординаторской и узнаёт об отношениях Быкова и Кисегач.                                                 |
| 40      | 21.09.2010 | Романенко думает, что Варя переживает из-за их ссоры, а она собирается на свидание. Пьяный Лобанов хочет рассказать о Быкове и Кисегач Романенко, но сами любовники вовремя его останавливают. Левин пытается доказать Любе, что он ловкий.                                                                          |

### Сезон 3
| № серии | Премьера   | Описание серии |
| ------- | ---------- | --- |
| 41      | 31.01.2011 | Чтобы заслужить прощение Быкова, Лобанов становится его «рабом». Кисегач хочет рассказать об их отношениях с Быковым Романенко. Левин решил провериться у Купитмана и стал объектом его скверных шуток. |
| 42      | 01.02.2011 | Варя расценивает нервный тик пациента как заигрывание. Романенко ставит условие: либо Кисегач расстаётся с Быковым, либо он уходит к отцу. Левин пытается разыграть Лобанова, который уже играет клоуна на дне рождения ребёнка. |
| 43      | 02.02.2011 | Быков приглашает всех в ресторан за счёт Купитмана, так как именинник не пригласил его на свой день рождения. Левин пытается вылечить больную спину Лобанова. Романенко старается доказать Варе, что у той остались к нему чувства.                                                                                                 |
| 44      | 03.02.2011 | Чтобы справиться с плохим настроением, Варя занимается йогой. Пациент со стажем отказался от Лобанова, Вари и даже Быкова и его лечащим врачом стал Романенко. Левин на один день становится старшей медсестрой, а Люба — интерном.                                                                                                 |
| 45      | 07.02.2011 | Материалист Левин выясняет, что окружающие верят в приметы. Варя узнаёт о прошлых отношениях Любы с Быковым. А Лобанов и Романенко становятся маммологами. |
| 46      | 08.02.2011 | Быков с Купитманом и Лобанов с Романенко, а впоследствии и все вместе заключают пари: кто первый из них завоюет новую медсестру Аню. Варя пытается лечить детей по-доброму, а Левин — построже. |
| 47      | 09.02.2011 | Интерны-парни и сердечники собираются смотреть хоккей по телевизору. Левин покупает ящик пива, но из-за Быкова выпивает всё сам. Лобанов старается достать сердечникам телевизор. Быков узнаёт об измене Кисегач. |
| 48      | 10.02.2011 | Варя настолько влюбилась в Быкова, что не слышит ни одного его слова. Романенко и Лобанов поспорили, что первый не сможет завоевать очень высокую девушку. Левин поспорил с ребятами, что Быков его похвалит. |
| 49      | 14.02.2011 | Ольга подаёт документы на развод. Быков возвращает к нормальной жизни пациента-гота. Люба, а позже Левин проводят стажировку новой медсестре Купитмана. |
| 50      | 15.02.2011 | Чтобы отвлечь Лобанова от развода, Быков загружает его работой, а Купитман пьёт с ним коньяк. Варя не может уговорить пациента на неприятную процедуру. Левин отправляет по bluetooth неизвестно кому́ их с Любой эротическую фотографию: она появилась в интернете.                                                                 |
| 51      | 16.02.2011 | Лобанов, дабы откосить от работы, подделывает перелом ноги, но Быков, благодаря наводке Купитмана, быстро распознаёт обман и задумывает такой розыгрыш, чтобы Лобанов сам во всём признался. Романенко становится переводчиком у Вари, которой попался пациент, говорящий на английском.                                            |
| 52      | 17.02.2011 | Лобанов не может сходить в туалет по-большому. Варя становится «часами» Быкова и признаётся ему в любви. Романенко домогается пациентка, но после его отказа жалуется его матери, что тот якобы к ней сам приставал. |
| 53      | 21.02.2011 | Лобанову приходится лечить ненавистного ему соседа по палате. Люба и Варя спасают Купитмана от страшного запоя, а Романенко сообщает посетителю, что его пациент умер. |
| 54      | 22.02.2011 | Чтобы помириться с Ольгой, Лобанов врёт, что у него частичная потеря памяти. Романенко лечит мужчину с признаками беременности. Любу всё утро тошнит после суши, Левин подумал, что она в положении. |
| 55      | 24.02.2011 | Кисегач всё время падает в обмороки и Быкову с Глебом приходится при ней относиться друг другу по-доброму. К Левину приехала мама, которая хочет познакомиться с девушкой сына. Варя решает разыграть своего пациента, который спит со всеми подряд.                                                                                |
| 56      | 28.02.2011 | Так как Купитман бросил пить, Быков подсаживает друга на компьютерные игры, но это лишь усугубляет ситуацию — теперь у венеролога сразу две зависимости, и работать он наотрез отказывается. Романенко весь день разыгрывает Лобанова. Левина приглашают на стажировку в американскую клинику, перед отъездом он ссорится с Любой.  |
| 57      | 01.03.2011 | К Быкову приезжает его дочь Алиса и пытается выбрать врачебную профессию, чему Быков совсем не рад. Лобанов и его пациентка-гадалка стараются избавиться от назойливости Любы. Романенко с помощью связей достал Варе билет на концерт Мацуева, но Варя, подозревая, что её бывший пытается вернуть её, отдала его своему пациенту. |
| 58      | 02.03.2011 | Узнав, чья Алиса дочь, Романенко придумал план мести её отцу. Лобанов и Люба решают продавать пациентам книги. Варя помогает Кисегач попасть в «Медицинские вести». |
| 59      | 03.03.2011 | Кисегач «лечит» Быкова от нервных срывов. Лобанов решил стать венерологом, предвкушая халяву, и Купитман решается его проучить. Алиса расспрашивает Варю про Романенко, но Черноус постоянно уклоняется от вопросов. |
| 60      | 04.03.2011 | Чтобы сыграть роль врача, Максим Аверин полностью решает копировать Быкова. Романенко подарил Алисе картину, которую пациент Купитмана нарисовал своим мужским достоинством. Люба, пытаясь доказать Варе, что она ещё может привлечь к себе мужчину, подговаривает одного пациента, чтобы он подарил ей цветы.                      |

### Сезон 4
| № серии | Премьера   | Описание серии |
| ------- | ---------- | --- |
| 61      | 30.05.2011 | Быков недоволен предстоящим сексом Алисы с Романенко и заставляет Глеба сдавать анализы у Купитмана. Лобанов выясняет с чернокожим пациентом, кто из них больше русский. Люба помогает Варе прибраться в ординаторской.                                                                                          |
| 62      | 31.05.2011 | Кисегач хочет узнать, какой она начальник, чем не могли не воспользоваться Быков и Купитман. Лобанов удивляется сверхумениям пациента и хочет превзойти его достижения. Варя соврала Романенко и Алисе о своём парне и нанимает стриптизёра.                                                                     |
| 63      | 01.06.2011 | Быков встречает друга-байкера Борова и пытается уволиться, чтобы вернуться в свою байкерскую общину. Лобанову поступает выгодное интимное предложение от VIP-клиента. Романенко по просьбе Алисы снимает квартиру.                                                                                               |
| 64      | 02.06.2011 | Варя помогает Глебу снять депрессию после расставания с Алисой, уехавшей и обиженной на отца. Кисегач ходит по больнице без юбки. Лобанов встречается со своим другом-танцором и решает проверить его на гомосексуальность.                                                                                      |
| 65      | 06.06.2011 | Лобанов пытается отмазать школьников от учительницы русского языка, собравшейся дать им диктант. Варя и Романенко выясняют отношения из-за того, что Быков и Кисегач застали их после секса: Варя убеждена, что они теперь снова вместе, а Глеб — наоборот. Купитман требует платную палату и лишается кабинета. |
| 66      | 07.06.2011 | К Купитману приехала мама, но Быков, уверенный, что это его четвёртая невеста, пытается её спровадить. Варя помогает пациентке и её мужу-моряку провести две ночи в ординаторской, о чём позже узнаёт Быков. Романенко и Лобанов пытаются ужиться в одной квартире.                                              |
| 67      | 08.06.2011 | Романенко и Люба узнали секреты друг друга из-за Вари. В больницу приехал новый интерн из США Фил Ричардс, Купитман и Лобанов пытаются помочь Быкову «выжить» новичка. |
| 68      | 09.06.2011 | Романенко уехал домой и забыл про своего пациента. Люба и Лобанов не могут поделить полученные от больного коньяк и деньги. Варя и Фил возмущаются методами Быкова, а Лобанов и Романенко остаются в стороне. |
| 69      | 14.06.2011 | Варя решила вернуть Глеба, для этого она попросила помощи у Лобанова. Быков пытается обучить Фила российским реалиям. Кисегач, в свою очередь, пытается приучить Быкова к своей квартире. |
| 70      | 15.06.2011 | Лобанов жестоко обманывает Романенко, чтобы помочь Варе. Купитман наживается на Филе. Кисегач пытается всячески задобрить Быкова, чтобы тот переехал к ней жить. |
| 71      | 16.06.2011 | Фил лечит пациента со следами от банок, думая, что это последствия жестоких пыток. Лобанов начинает демонстративно ничего не делать, и Быков, чтобы проучить лентяя, вносит ему систему штрафов. Романенко и Купитман помогают Кисегач выйти из депрессии с помощью пациента.                                    |
| 72      | 20.06.2011 | Лобанову и Романенко досталась в пациенты их надоедливая соседка. Варя боится, что заразилась от маленькой пациентки Купитмана страшной болезнью. Фил затевает в больнице настоящую революцию. |
| 73      | 21.06.2011 | Варя просит Быкова помочь ей пригласить Романенко на свидание. Лобанов учит Фила, как «прикрывать своих». Кисегач учит Романенко не хамить больным, но сама срывается на пациента. |
| 74      | 22.06.2011 | Фил хочет найти вора его обедов. Пациент Вари оказался автором эротических романов, и ему попалась скучающая по любви Люба. Поклонник Кисегач из Минздрава Антон завалил её подарками, она, подозревающая в этом Быкова, отправляет ему подарки обратно.                                                         |
| 75      | 23.06.2011 | Фил не знает, что такое «зелёнка», что делает его объектом розыгрыша для Романенко. Лобанов пытается научить Быкова извиняться и случайно сбивает Кисегач. Романенко и Купитман подозревают Варю в алкоголизме.                                                                                                  |
| 76      | 27.06.2011 | Варя пытается спрятать от Быкова котёнка. Быков не может смириться с тем, что Кисегач нашла другого. Фил сомневается, что у Лобанова и Романенко просто крепкая дружба. |
| 77      | 28.06.2011 | Варя запирается с Романенко для выяснения отношений. Фил рассказывает Лобанову о своих нежных руках. Купитман упивается своей временной властью на месте Кисегач, пытаясь извлечь максимальную выгоду. |
| 78      | 29.06.2011 | Фил и Варя просят Любу избавить их от бесконечных приколов Лобанова. Романенко выигрывает у Быкова в настольный теннис право оставить того на ночное дежурство. |
| 79      | 30.06.2011 | Лобанов знакомит Фила с «дедовщиной», но Быков не согласен с его взглядами. Кисегач из-за Антона получила пикантный ожог и не может сидеть. Варя в целях вернуть Глеба врёт ему, что она беременна. |
| 80      | 04.07.2011 | Варя хочет рассказать Романенко о своём обмане, но Глеб, похоже, сбежал. Фил просит Быкова не вмешиваться в его работу с пациентами. |

### Сезон 5
| № серии | Премьера   | Описание серии |
| ------- | ---------- | --- |
| 81      | 29.08.2011 | Варя до сих пор скрывает от счастливого Романенко правду о беременности. У Фила нервный срыв из-за смерти своей собаки, и психиатр Ирина даёт ему отгул. Лобанов с помощью Ирины также пытается получить отгул, но получает более серьёзную справку (отлучение от работы из-за неуравновешенности). Быков ожидает традиционного розыгрыша от Купитмана, ведь сегодня годовщина их знакомства. |
| 82      | 30.08.2011 | Честный Фил распустил всех платных больных Купитмана, тот осуждает его поступок, ложно прикрываясь благотворительностью в детские дома, но Быков с Филом решают разыграть лжеца. Новый пациент-фотограф манипулирует врачами, но его останавливает Быков. Лобанов безуспешно пытается убедить Ирину в своей вменяемости.                                                                      |
| 83      | 31.08.2011 | Лобанов ненароком узнал, что Варя не беременна, и требует всё рассказать Романенко, пытаясь вернуть себе жильё. Заскучавший от спокойной и монотонной рутины Фил думает вернуться назад в США, но Быков в целях отговорить его отправляет в приёмное отделение за «трэшем». Купитман и Кисегач прячут от Быкова очень известного и влиятельного политика, пришедшего к Купитману.             |
| 84      | 01.09.2011 | Лобанов решил приударить за Ириной. Кисегач выдаёт Антона за двоюродного брата и кладёт его на обследование к Быкову, но он тоже не дурак: распознав обман и пытаясь отомстить Антону, заведующий приписывает ему болезнь сердца. Фил снимает для родителей фильм о своей работе. |
| 85      | 05.09.2011 | Быков, Фил и Лобанов путём бойкота вынудили Варю признаться Глебу в своём обмане. После свидания с Ириной Лобанов напился и случайно поставил Любе фингал. А Фил не может осматривать сексапильную пациентку. |
| 86      | 06.09.2011 | Романенко не верит в полную амнезию пациента Фила. Люба использует Лобанова как мужчину. А Быков и Купитман честно пытаются избежать попойки с давним другом Антоновым. |
| 87      | 07.09.2011 | Варя приходит на работу пьяная и нарывается на Быкова. Глеб помогает Семёну завоевать Ирину. Купитман узнаёт пикантную тайну о родителях-отцах Фила. |
| 88      | 08.09.2011 | Варя сдаёт Купитмана разъярённому мужу его любовницы. Лобанов пытается заработать на футбольном тотализаторе. А Фил теряет всех пациентов из-за своей тайны, Быков помогает ему вернуть больных при помощи вновь «накосячившего» Романенко. |
| 89      | 12.09.2011 | Быков устраивает Глебу и Семёну суровое наказание и розыгрыш с помощью его любимого цветка Игоря. Фил спасает свою пациентку от молодого альфонса. Антон требует уволить Быкова, Кисегач подписывает приказ об увольнении. |
| 90      | 13.09.2011 | Фил решил приучить персонал к дисциплине, Быков с Кисегач случайно рассказывают ему о своих отношениях. Люба помогает Павлику устроить свидание с Варей, но она всё поняла иначе. А Семён с Глебом меняют своё мнение о женском боксе, благодаря новой пациентке. |
| 91      | 14.09.2011 | Люба решила проверить нежные руки Фила на массаже ног, но он не хочет это делать. У Ирины инспектор ГИБДД забирает права, Лобанов решает помочь и сделать ради неё героический поступок. Быков разводит Купитмана сказочными персонажами. |
| 92      | 15.09.2011 | Купитман разводит Быкова и Кисегач своей болезнью. Фил впадает в депрессию после расставания с Джессикой и решил пойти с Глебом в клуб. А Люба пытается прекратить сплетню о ней с электриком. |
| 93      | 19.09.2011 | У Вари нездорово позитивный больной. Правдивый Фил уличает Купитмана во взяточничестве и даёт показания ГИБДД. Семён покупает Ирине кресло, но Быков присвоил его себе. |
| 94      | 20.09.2011 | Варя пытается переубедить Фила в его доводах насчёт его сексуальной ориентации. Глеб, а с ним и Семён, лишается карманных денег. Из-за важных дел Быков целый день не присматривал за интернами, и они решили его разыграть. |
| 95      | 21.09.2011 | Все события происходят ночью. Кисегач всё никак не может выяснить отношения с Быковым. Филу очень хочется спать, но Романенко и Варя постоянно мешают ему. А у Семёна намечается романтическая ночь с Ириной. |
| 96      | 22.09.2011 | Застав Быкова и Купитмана с косметическими масками для лиц, Люба подозревает их в гомосексуальности, ради реабилитации Быков согласился сходить с ней на уроки танцев. Чтобы доказать свои способности Быкову, Варя случайно присвоила научный труд Фила. Глебу из-за безденежья надоело, что Лобанов у него постоянно занимает деньги и не возвращает.                                       |
| 97      | 26.09.2011 | Лобанов соглашается сниматься в кино, не зная, что оно для взрослых. Фил впервые сталкивается с русским похмельем. Романенко устраивает вечеринку с бывшими пациентками в стиле СССР. |
| 98      | 27.09.2011 | Варя требует от остальных интернов относиться к ней, как к женщине. Лобанов ревнует Ирину к неизвестному мужчине, не подозревая, что это её сын. Быков и Купитман играют в карты на желания, но Кисегач расстроила их планы. |
| 99      | 28.09.2011 | Лобанов не может найти общий язык с сыном Ирины. Варя смотрит эротический фильм и забывает диск в ординаторской, чем ставит Фила в пикантное положение. Быков, проиграв Купитману пари, устраивает интернам «сезон учебных тревог». |
| 100     | 29.09.2011 | Кисегач потеряла пятитысячную купюру и обвинила в воровстве сына, которому Варя передала деньги через хитрого пациента. Бывший педагог Семёна крайне недоволен им и требует его увольнения, что не нравится Быкову. |

### Сезон 6
| № серии | Премьера   | Описание серии |
| ------- | ---------- | --- |
| 101     | 03.10.2011 | Действие серии происходит в XIX веке: В уездной больнице спокойно работают доктор Быков, венеролог Купитман и сестра милосердия Люба. В деревне жизнь скучна, так как всё идёт размеренно и ничего нового не происходит, что могло бы разнообразить серые будни. Но внезапно из Петербурга приезжают три интерна, и спокойной жизни приходит конец.                       |
| 102     | 04.10.2011 | Быков показывает Кисегач повесть о своих интернах в XIX веке. Узнав об их жалобе на него, он завлёк их в истории: Глебу с Семёном в учебный скелет подкинул «запасную половую» кость, Варю он отправил командовать недовольной Любой, а Фила он неудачно пытается заманить в щекотливую ситуацию, в которую когда-то влип Левин.                                          |
| 103     | 05.10.2011 | Пациентка Фила похожа на его бывшую девушку, на парня нахлынули воспоминания. А Романенко и Лобанов решили втайне от Быкова заработать на тайной комнате для супружеских встреч. |
| 104     | 06.10.2011 | Фил идёт с Глебом в ночной клуб, чтоб развлечься. Купитман увлёкся молоденькой пациенткой Быкова, но познакомился с дамой средних лет. А Лобанову предстоит судиться с карликом. |
| 105     | 02.04.2012 | Варя нашла кошелёк и хочет его вернуть, но владельцев у кошелька оказалось несколько. В больницу пришла работать Оля, Семёну предстоит как-то познакомить её с Ириной. А Быков учит Фила доверию. |
| 106     | 03.04.2012 | Быков и Кисегач ругаются на почве совместного быта. Романенко встретил в больнице свою бывшую одноклассницу и стал объектом её мести. На Варю заглядывается лесбиянка. |
| 107     | 04.04.2012 | Быков решил помирить Купитмана и его отца. Люба руководит режимом экономии бедного транжира Романенко. Ирина ставит Лобанову условие не общаться с Олей откровенно, из-за этого он свёл бывшую жену с Филом. |
| 108     | 05.04.2012 | Варя и Быков боятся стоматологов. Люба учит доброго Фила хамить. Глеб с Семёном решили вернуть «богатую жизнь» с помощью совместной жизни Кисегач с Быковым. |
| 109     | 09.04.2012 | В туалете появилась неприятная надпись о Быкове, заподозренный в этом Романенко составляет список всех недоброжелателей Быкова. У Вари пациент-импотент, но сексуальный опыт этого больного помнят все врачи больницы. Лобанов против отношений Фила и Оли, желая загладить ревность Семёна, Ричардс хочет поговорить с ним.                                              |
| 110     | 10.04.2012 | Фил и Оля до сих пор скрывают от Лобанова свои отношения. Уставшая от быта с Быковым Кисегач попадает на приём к Ирине, в то время, как Быков делится позитивной жизнью с Купитманом. Варя нашла в тумбочке пациента настоящий пистолет, но все думают, что у неё паранойя.                                                                                               |
| 111     | 11.04.2012 | Быков сорвал голос, и Кисегач пытается понять причину его «обиды». Фил и Варя просят Купитмана помочь, но застали его за взяточничеством. |
| 112     | 12.04.2012 | Романенко предложена заманчивая вакансия, и в отделении заранее празднуют его уход. Быков и Купитман меряются размерами портрета на стенде «Гордость больницы». Фил с Олей не могут решиться рассказать все Лобанову. |
| 113     | 16.04.2012 | Лобанов и Фил избегают друг друга, чтобы не случилось мордобоя. Люба недовольна ухаживаниями электрика. А Варя случайно обнаруживает у Быкова опухоль. |
| 114     | 17.04.2012 | Варю приносит на руках голубоглазый брюнет, который запал на Любу. Кисегач отправляет Глеба на научную конференцию, но он продал место Филу. А Быков не прошёл аттестацию, ведь он отказался от привычной платы за оценку. |
| 115     | 18.04.2012 | Чтобы помириться с Ириной, Лобанов приглашает её в ресторан, туда же пришли Фил и Оля. После разговора с Семёном Фил вернулся с разбитым носом, но Лобанов уверяет, что он не виноват. Купитман и Быков решили сыграть в покер, но в их игру вмешались Варя и Романенко.                                                                                                  |
| 116     | 19.04.2012 | В больницу приходит пожарный инспектор, но Кисегач не хочет давать взятку и хочет получить лицензию честно. Но похвастаться главврачу нечем: Романенко и Лобанов беспрерывно курят и заодно решают проучить друг друга, Быков и Купитман поджигают самбуку, дегустируя алкоголь, а Люба и Фил, с помощью электрика пытаясь починить аппарат крови, вообще устроили взрыв. |
| 117     | 23.04.2012 | Романенко для счастья Семёна внушает Филу, что Ольга помешана на детях. Лобанов неудачно пошутил над пациентом и заставил его засунуть градусник в задний проход. А Быков и Романенко разыгрывают перед Кисегач идеальную семью. |
| 118     | 24.04.2012 | Лобанов расстался с Ириной и решил вернуть Ольгу через болтливую Любу. Варя подобрала больную собаку и прячет её от Быкова в палате для VIP-клиентов. А Купитман отдохнул в клубе и стал скандальной звездой Интернета. |
| 119     | 25.04.2012 | Варя узнаёт, что её пациент хочет продать почку. Романенко и Лобанов целый день пытаются найти выдуманного Быковым больного. Кисегач решили перевести в другую больницу: на её место метит крайне неприятная дама. |
| 120     | 26.04.2012 | В больницу попал солист группы «Руки вверх!» Сергей Жуков. Варя и Люба не дают ему спокойно болеть. Лобанов же просит звезду помочь ему вернуть Ольгу. Новая главврач уже заняла кабинет Кисегач, но на помощь приходит Быков. |

### Сезон 7
| № серии | Премьера   | Описание серии |
| ------- | ---------- | --- |
| 121     | 27.04.2012 | Лобанов уверен, что Ольга вернулась к нему, у Фила на этот счёт другое мнение. Романенко проиграл Варе желание, у неё есть шанс получить от Глеба всё, что она хочет. Кисегач приготовила Быкову сюрприз: она хочет познакомить его со своей мамой.                                                                                   |
| 122     | 02.05.2012 | Романенко с Лобановым спрятали в больнице шины от джипа, а у Любы пропала упаковка наркотиков. Филу пришлось столкнуться с кавказскими «горячими» братьями пациентки. Быков ждёт мотоцикла взамен на хорошее поведение, но ни Кисегач, ни её мама обещания не выполняют.                                                              |
| 123     | 03.05.2012 | Быков сам купил мотоцикл, теперь Кисегач боится, что он разобьётся. Варя случайно попала на приём к Купитману. Семён находит флешку со стихами о суициде, Фил уверен, что автором стихов является сам Лобанов. |
| 124     | 04.05.2012 | Романенко и Лобанов снова мучаются от безденежья, Глеб предлагает обратиться в банк спермы. Филу задержали зарплату и он написал жалобу на Олю. Быков изобрёл новый способ обучения интернов — прозрачные намёки, но Варя их совершенно не понимает.                                                                                  |
| 125     | 10.05.2012 | На ночной парковке произошло преступление: кто-то разбил и изуродовал любимый мотоцикл Быкова. Он подозревает всех интернов, потому что, по его мнению, у каждого были мотивы. Но истинный «убийца» — тот, кого никто и не думает подозревать.                                                                                        |
| 126     | 11.05.2012 | В больнице оказывается нумизмат, готовый заплатить большие деньги за редкие монеты. Романенко находит у Купитмана банку с мелочью и пытается занять её у него. Лобанов думает, как воспользоваться тем, что Оля отказала Филу, а тот пытается ему помешать. Но не все так просто, ведь у каждого из них появляется опытный наставник. |
| 127     | 10.10.2012 | Варя и Люба зарегистрировались на сайте знакомств, об этом узнали Лобанов и Романенко. Филу достался сильно пожилой пациент, который до сих пор проявляет сексуальную активность. А Купитмана кто-то жестоко разыграл. |
| 128     | 11.10.2012 | Бывшая жена Купитмана приезжает, чтобы отсудить у него полквартиры. У Вари аппендицит, её анестезирует красавец Давид, отчего она попадает в любовный ступор, но Люба рассказывает ей страшные факты о её новом увлечении. |
| 129     | 15.10.2012 | После операции лечащим врачом Вари назначается Романенко. Быков отправляет Лобанова в приёмное отделение и ему предлагают остаться там навсегда. Оля расстаётся с Филом, вот только они никак не решат, кто кого в итоге бросил. |
| 130     | 16.10.2012 | Лобанов не вернул вовремя долг санитарам, те поставили его «на счётчик». Глеб с Филом пытаются выяснить, кого больше любит Быков. Варя пригласила Давида на свидание. |
| 131     | 17.10.2012 | Купитман тоже хочет себе интернов, Быков одалживает ему Лобанова и Романенко. Варя узнала, что Быков рассказывает всей больнице гадости про интернов и переживает, что опозорится перед Давидом. Фил пытается помочь гастарбайтерам, у которых нет ни регистрации, ни полиса.                                                         |
| 132     | 18.10.2012 | Фил в ссоре с Семёном, Быков решает помирить их древним русским методом. Романенко лишили премии и он объявил голодовку прямо в кабинете Кисегач. Варю попросили передать подарок для одной пациентки. |
| 133     | 22.10.2012 | Романенко и Лобанов поведали Филу легенду о больничном призраке. Купитман намекнул Быкову, что у него однообразная сексуальная жизнь. Теперь последний требует у Кисегач разнообразия. Варя, чтобы понравиться Давиду, начинает увлекаться футболом, но ошиблась командой.                                                            |
| 134     | 23.10.2012 | Купитман ищет себе девушку среди медсестёр и обращается к Любе. Фил на примере Лобанова и Романенко изучает искусство «отмазок». Быков решает помочь Варе в отношениях с Давидом, но из-за недоразумения ему придётся делать предложение руки и сердца Кисегач.                                                                       |
| 135     | 24.10.2012 | Быков скрывается от не дождавшейся предложения от него Кисегач, а ей как раз нужна его помощь. В Давида влюбляется жена пациента Вари. Глеб и Семён выясняют, кто лучше лечит людей. |
| 136     | 25.10.2012 | Фил обратился в полицию о пропаже кошелька. Романенко нужно вылечить пациентку, но ему мешает ревнивый муж. Кисегач предложила Варе стать лицом больницы, но та обнаружила на буклетах оскорбительные записи. |
| 137     | 29.10.2012 | В свой день рождения Лобанову не хочется ничего, кроме внимания со стороны Ольги — его бывшей жены. Люба спасает Фила от проклятия пациента с «чёрным глазом». Варя просит у всех совета, как продолжить отношения с Давидом. |
| 138     | 30.10.2012 | Семён собрался вернуться к Оле, но для этого надо подписать контракт. Быков подкалывает Кисегач по поводу внешности. Фил возмущён внезапным повышением платы за жильё и переезжает к Глебу. |
| 139     | 31.10.2012 | Интерны-парни сняли двухкомнатную квартиру и спорят, кто в какой комнате должен жить. Варя взялась помирить Любу с Давидом. Купитман получил выгодное предложение из частной клиники и требует от Кисегач создания похожих условий.                                                                                                   |
| 140     | 01.11.2012 | Быков попал в ДТП, Кисегач, Купитман и всё терапевтическое отделение вспоминают, кто более в этом виноват. |

### Сезон 8
| № серии | Премьера   | Описание серии |
| ------- | ---------- | --- |
| 141     | 25.01.2013 | Быков находится в коме, но слышит, что происходит в палате, поэтому его можно разбудить, если дать сильную эмоцию, чем все и занялись. Интерны спорят, кто будет и. о. заведующего терапевтическим отделением на время болезни начальника. Купитман пытается охмурить девушку, сбившую Быкова.            |
| 142     | 25.01.2013 | Быков ожил, благодаря известию о беременности Кисегач, теперь она с Купитманом пытаются обернуть всё в шутку. Больной желает быть в курсе дел своего отделения, но, поскольку вставать всё ещё нельзя, он «модернизировал» Фила. Варя приготовила Давиду неудачные на вкус котлеты.                       |
| 143     | 01.02.2013 | Быков вышел на работу, но после комы ходит тихий и спокойный, чем сильно пугает окружающих. Лобанову очень хочется выпить, Романенко пытается спасти друга от алкоголизма. |
| 144     | 08.02.2013 | Чтобы задобрить Быкова за вчерашнее, Фил подарил ему новую игру, но, поскольку она не работает, тот организовал игру вживую. Варю же он наказал неизвестностью, ведь она приглашена вечером в театр. Семён и Глеб втайне от начальства небескорыстно организуют личную жизнь своих пациентов.             |
| 145     | 15.02.2013 | Купитман помогает Кисегач вынудить Быкова открыться её маме о беременности. Лобанов вновь пробует работать у Купитмана, но на этот раз его довёл мусор. Из-за «однодневных» девушек Романенко Филу приходится спать на кухне, и он предложил пациентке помочь ему.                                        |
| 146     | 22.02.2013 | Кисегач не может рассказать о своей беременности сыну. Попутно выясняется, что Ольга также ждёт ребёнка, и теперь об этом надо известить Семёна. А к Купитману явилась мстительная женщина из прошлого.                                                                                                   |
| 147     | 01.03.2013 | Лобанов с Быковым обсуждают в баре, как им быть со своими женщинами. В ходе спора к ним присоединяются Романенко и Купитман. Неизвестно, чем бы все закончилось, если бы не пришла Кисегач. |
| 148     | 07.03.2013 | Ольга решает проучить Лобанова, уверенного в отцовстве Фила, и подтверждает опасения. Романенко подшутил над Купитманом с помощью подарка его пациента: кальяна с «особенным» табаком. По совету Давида Варя учится постоять за себя, но совершенно боится грубить Быкову.                                |
| 149     | 15.03.2013 | Все в больнице совершенно забыли о том, что Люба планирует уехать в отпуск на два месяца в Америку к Левину. Варя беспочвенно подозревает Лобанова в воровстве чужих сигарет. Фил интересуется у Романенко значением одного матерного слова.                                                              |
| 150     | 22.03.2013 | Быков предложил Кисегач устроить кастинг на новую старшую медсестру, которая заменит Любу. Фил узнал, что пациенты считают его скучным, поэтому попросил Купитмана придумать ему новый имидж. Глебу досталась пациентка, которая внешне ему очень знакома, но он не может вспомнить, откуда.              |
| 151     | 29.03.2013 | На замену Любе пришла бывшая любовница Быкова Рита. Из-за грязных сплетен Вари у Лобанова, Романенко и Фила не получается сохранить нормальные отношения с ней. Кисегач не хочет репутацию беременного главврача, Быкову это не нравится. Варя ради Давида решает стать «девушкой с татуировкой дракона». |
| 152     | 05.04.2013 | Семён пытается намекнуть Оле о том, что хватит жить порознь. Глеб решил шантажировать Быкова информацией для Кисегач о давней связи начальника с Ритой. Быков взялся развивать у Фила русскую смекалку.                                                                                                   |
| 153     | 12.04.2013 | Быкову позвонила мать Кисегач и попросила о встрече — неужели она знает о беременности дочери. Глебу с Филом нечем платить хозяину квартиры, чтобы выиграть время, они отправили его «на лечение». Рита оказалась заядлым игроком, Лобанов решил этим воспользоваться.                                    |
| 154     | 13.05.2013 | У Семёна появилось прикрытие от Быкова — Оля капризничает. У Кисегач тоже гормональный сбой, она засыпает сына деньгами, а Купитман решил манипулировать ею. Варя устроила Филу свидание с подругой, но парень начал себя странно вести.                                                                  |
| 155     | 14.05.2013 | Купитман поспорил с Быковым, что сможет переспать с Ритой. Романенко получил анонимную любовную записку, осталось определить автора. Фил консультирует пациента-гея по вопросу семьи, но сам же ужасается своим советам.                                                                                  |
| 156     | 15.05.2013 | Игорь засох, а с ним зачах и Быков. Всё отделение пытается его взбодрить, а тут ещё Варя надумала переводиться в хирургию к Давиду. Романенко подозревает, что их взаимоотношения с Филом напоминают семейные. Приболевший маг доказывает Лобанову, что мир полон волшебства.                             |
| 157     | 16.05.2013 | Кисегач обвинила Быкова в отсутствии отцовских чувств, надо срочно доказать обратное. Фил обнаружил, что не все «американские ценности» являются таковыми за пределами США. Рите попался больной с манией преследования. Лобанов весь день пытается дозвониться до интернет-провайдера.                   |
| 158     | 20.05.2013 | У Фила сексуальный голод, Глеб решил его разыграть посредством пациента-«сутенёра». Купитман весь день «ждёт розыгрыша» от Быкова и Кисегач всерьёз беспокоится за его психику. Быков обнаружил у Семёна проблемы с памятью и взялся их лечить, но память подводит и его самого.                          |
| 159     | 21.05.2013 | Кисегач собралась на конференцию в Лондон и попросила Фила об услугах репетитора. В семье Лобановых скоро юбилей, Оля предложила сделать подарки своими руками. Романенко решил перевестись в другое отделение, но его ни в одно не берут.                                                                |
| 160     | 22.05.2013 | Купитман обнаружил в кабинете пуделя, попытки от него избавиться успеха не приносят. Фила мучают галлюцинации: он видит Быкова в образе Гитлера. Глеб с Семёном спорят, кто из них больший подкаблучник.                                                                                                  |

### Сезон 9
| № серии | Премьера   | Описание серии |
| ------- | ---------- | --- |
| 161     | 23.05.2013 | На место в интернатуре у Быкова претендует некая Полина, девушка настолько активная, что сразу начала заводить связи. Романенко с Филом делят своего пациента, но тот понял все несколько иначе. Лобанов раздал долги и никому ничего не должен, но теперь возникли проблемы с коммунальными счетами. |
| 162     | 27.05.2013 | Глеб с утра с похмелья, Семён обязан его вылечить. Быков раздумал учить Полину и ищет повод для увольнения. Фил ненароком переквалифицировался в пластического хирурга. |
| 163     | 28.05.2013 | Лобанова на сутки сослали в педиатрию за опоздание, где поведал он здешним обитателям былину про Семёна-богатыря и Картавого Ящера. Фил отрабатывает на Полине собственную методику обучения. Романенко с Ритой провоцируют пациентов отказаться от своих ценных, но забытых вещей. |
| 164     | 29.05.2013 | Фил спас самоубийцу. Но никто не чествует его: все увлечены новой идеей Купитмана: ставки на пол ребёнка Быкова. Полина пытается наладить отношения с «влюблённым» Глебом. |
| 165     | 02.09.2013 | Купитман, обеспокоенный оттоком клиентуры, послал к конкурентам Лобанова со спецзаданием. Фил весь день занят поисками сантехника. Полине не дают покоя своей неизвестностью записи в блокноте Быкова. |
| 166     | 02.09.2013 | Полине необходимо «проставиться», но за неимением средств она добывает алкоголь у Купитмана и Кисегач. Фил изо всех сил убеждает на редкость невезучего больного согласиться на операцию, но боязнь пациента не такая уж беспочвенная. Семёну досталась взбалмошная и высокомерная пациентка. |
| 167     | 03.09.2013 | Фил с утра обеспокоен: он увёл у Глеба девушку и не знает, как ему сообщить. Быков, Оля и Кисегач тоже в тревоге: Купитман сам оформил зарплатные ведомости, а они никак не могут найти подвох. Полина испортила «счастливую» рубашку Лобанова и должна найти идентичную замену. |
| 168     | 04.09.2013 | Семён ещё до показаний УЗИ объявил всему отделению, что у них с Олей будет мальчик. Глеб хочет образумить одного своего непутёвого друга и пугает его Смертью. Полина проводила осмотр в венерологии и обнародовала конфиденциальную информацию. |
| 169     | 05.09.2013 | Увидев, какой успех имеют видеоролики в Интернете, Фил с Лобановым решают снять подобный про Быкова. Терапевтическое отделение развлекается над новым образом Романенко. Быков запретил Полине лишнее общение с больными, а оно им так нужно. |
| 170     | 09.09.2013 | Быков обнаружил, что у больницы есть официальный сайт, а на нём нелестные отзывы о себе. Фил остро ощутил тоску по Родине, и специально для него в отделении открылся русский филиал Америки. Попутно интерны спасают молодую пациентку от её кавалера-зануды. |
| 171     | 10.09.2013 | Быков купил новый игровой диск и потребовал у интернов, кроме опоздавшей Полины, решать свои проблемы самим. Поскольку Быкова беспокоить нельзя, его роль в отделении «исполняет» Лобанов. Фил лечит девушку, «6 лет живущую без секса». |
| 172     | 11.09.2013 | К Филу из Америки приезжает пара, от которых, по мнению Фила, Глеба лучше держать подальше. Быков настолько ушёл в игру, что потерял всякую связь с реальным миром и ночью встречается нос к носу с «Джокером». Полина просвещает семью Лобановых о проблемах ухода за новорождёнными. |
| 173     | 12.09.2013 | По дороге на работу Полина поссорилась с будущим пациентом. Лобанов встретил в больнице своего давнего спарринг-партнёра и былое соперничество вспыхнуло с новой силой, Романенко под это дело устраивает спортивный тотализатор. После пары суток без сна Фил засыпает на ходу. |
| 174     | 16.09.2013 | По совету деловой пациентки Полина взялась распространять в отделении косметику, но торговля не её конёк — то ли дело Купитман. Глеб пригласил на свидание симпатичную медсестру из педиатрии, но у неё уже есть «жених». |
| 175     | 17.09.2013 | Быкова не пригласили на презентацию аппарата МРТ, оно и не удивительно, учитывая личность дарителя. Полине необходимо доказать Романенко наличие у неё парня, Фил же наоборот — хочет избавиться от настойчивой поклонницы. |
| 176     | 18.09.2013 | Кисегач очень волнуется за судьбу своего ещё не родившегося ребёнка, тревога грозит перерасти в паранойю. Тесть Лобанова решил отдохнуть от семьи и лёг к зятю «на обследование». Обиженная на Глеба Полина взялась за организацию его личной жизни и придумывает ужасную месть. |
| 177     | 19.09.2013 | Будущие родители выбирают крёстных, Купитмана и Романенко ждёт сюрприз. Полина направлена в морг, но для этого ей надо побороть свой страх. Семён устраивает в морге музыкальную школу. |
| 178     | 23.09.2013 | Кисегач с Олей боятся родов, добавляя проблем своим половинкам. Глебу нужно незаметно от начальства провести в палату стриптизёршу. Для внедрения в сознание Фила очередной русской традиции Быков предложил ему поучаствовать в интересном эксперименте. |
| 179     | 24.09.2013 | Кисегач и Оля попадают в родильное отделение, где успешно рожают своих детей, предварительно выйдя замуж за Быкова и Лобанова соответственно. У интернов-парней закончилась интернатура, и Фил получает документы для возвращения на родину, чему он совсем не рад. Оставшись единственным врачом в терапии, Романенко поневоле берёт руководство на себя и с успехом справляется со всеми делами отделения. |
| 180     | 25.09.2013 | Быков выходит из комы через 10 лет после аварии на мотоцикле. За это время всё в больнице кардинально изменилось: Романенко стал заведующим терапией, бросивший пить Купитман — главным врачом больницы, уступив кресло заведующего венерологией отсидевшему за него Лобанову, Кисегач уволилась, родила двоих детей от бизнесмена Антона, но потихоньку спивается в тоске по прошлому, Полина оказалась всего лишь медсестрой, получивший травму головы Фил скатился до уборщика, поженившиеся Оля с Глебом постоянно ссорятся, и только мать-одиночка Люба по-прежнему не унывает. Не в силах принять такой мир Быков прыгает с крыши больницы обратно в свою тёплую уютную реальность… |

### Новогодняя серия № 1
| № серии              | Премьера   | Описание серии |
| -------------------- | ---------- | --- |
| Новогодняя серия № 1 | 31.12.2013 | В результате очередной ежегодной жеребьёвки Быков был выбран на роль больничного Деда Мороза. Но вместо того, чтобы самому раздавать подарки по больнице, он посылает вместо себя «Оленя» Лобанова, «Снегурочку» Фила и «Снеговика» Романенко. Каждый из них представляет, как бы они встретили Новый Год, если бы когда-то сделали другой выбор. Тем временем Купитман ищет, где и с кем ему отпраздновать Новый Год. |

### Сезон 10
| № серии | Премьера   | Описание серии |
| ------- | ---------- | --- |
| 181     | 03.02.2014 | По требованию Кисегач Быков ищет новую, взамен им уволенной, няню и затеял конкурс за вакантное место. Его бывшие интерны разлетелись по разным отделениям, но он продолжает вмешиваться в их дела. Вывод у всех один — тирану нужны новые жертвы.                                               |
| 182     | 04.02.2014 | Быков по совету окружающих набирает новых интернов, но сперва им надо пройти жёсткий отсев. Фил заметил Купитмана в обществе молодой красивой девушки, всё бы хорошо, но Софья оказывает знаки внимания не только Ивану Натановичу.                                                              |
| 183     | 05.02.2014 | Прошедшим во второй тур Быков поручил «лечить» своих давних пациентов, которых сам и сыграл. Ради результата интерны готовы на всё: хитрость, интриги и прочие подставы. |
| 184     | 06.02.2014 | В финале кастинга Быков выдаёт собачьи медали за выполненные задания, победитель может выбрать напарника. Альтернатива — вернуть изъятый Кисегач паспорт. Софья собралась с Глебом в клуб, Купитман не против, но Фил иного мнения о семейных ценностях.                                         |
| 185     | 10.02.2014 | Решив, что Илья наглотался мелочи, Быковы-старшие обратились в травмпункт, где нажили себе проблему. Пользуясь отсутствием начальства, Глеб с Семёном развлекаются над новичками, Купитман тоже не упускает выгоды.                                                                              |
| 186     | 11.02.2014 | Дабы избавиться от образа пай-девочки, Софья опоздала, чем навлекла гнев Быкова. Интерны получили собственное помещение, но его надо достойно обставить. Алёша бодро воспринял лечение первого пациента, но больной его восторга не разделяет.                                                   |
| 187     | 12.02.2014 | За глупость Быков наказывает рабством, но интерны и в нём нашли плюсы. Софья продолжает бунт против стереотипов, на этот раз — в одежде. |
| 188     | 13.02.2014 | Желая доказать свою медицинскую состоятельность, Фил невольно попался в силки Максима. Алёша стал для Любы «мужем на час», но Рита всё поняла по-своему и решила воспользоваться случаем. Купитман недоволен «захватом» Софьей его квартиры, Быков выступил посредником в конфликте.             |
| 189     | 17.02.2014 | Максим задумал заручиться поддержкой Кисегач, а за Алёшей устроили слежку пара разыгравшихся мальчишек — надо направить энергию всех троих в полезное русло. Медсёстры с Купитманом всеми силами отговаривают Софью от идеи набить тату.                                                         |
| 190     | 18.02.2014 | Кисегач в тревоге: Быков захотел познакомиться с няней и зачем-то увёз её в больницу. Максим штурмует сердце неприступной Олеси. Алёша вызвался помочь Софье пройти в престижный клуб, но в самый ответственный момент всё сорвалось.                                                            |
| 191     | 19.02.2014 | Романенко договорился с Быковым, что тот не орёт на него при интернах, и теперь Глеб от них ни ногой. Софья загорелась идеей speed dating-а и позвала за компанию Риту с Любой. Алёша занялся подработкой, но Максим углядел в ней неладное.                                                     |
| 192     | 20.02.2014 | Софье захотелось на ночное дежурство, а его, оказывается, не так просто получить. Пациент Максима потребовал себе более опытного врача, в пришедшем же на смену Алёше он заподозрил гея. Купитман обнаружил себя единственным трезвым врачом в больнице.                                         |
| 193     | 24.02.2014 | Бывшие интерны переживают, что Быков нашёл себе новые «игрушки» и совсем забыл про старые, и напиваются в ординаторской… на свою голову. Быков поспорил с Кисегач, что интерн может влюбиться в преподавателя. Максим и Алёша обнаружили, что Софья совсем не знакома с советской киноклассикой. |
| 194     | 25.02.2014 | Романенко согласился ещё раз сводить Софью в клуб, всё чуть не закончилось ещё хуже, чем в прошлый раз. Максим обвинил Алёшу в чрезмерной услужливости. А Быков обнаружил в отделении санитара, который шутит смешнее него.                                                                      |
| 195     | 26.02.2014 | Быков и Купитман ушли на турнир по покеру. Пока начальников нет, в больнице интернами намечена вечеринка — благо Кисегач не против. Фил в венерологии даёт уроки английского. Влюблённый в Риту пациент по ошибке ухаживает за Любой.                                                            |
| 196     | 27.02.2014 | Максим пытается наладить контакт с Быковым через «общность» интересов. Алёша доказывает Софье, что он не так плох, как она думает. Фил возмущён, как Купитман распределяет коньяк, обращение за помощью к Кисегач лишь усугубило ситуацию.                                                       |
| 197     | 03.03.2014 | Алёше дан последний шанс доказать Быкову свою профпригодность. Глеб старается избегать общения с Софьей, девушка же пытается понять причину его «обиды». К Максиму приехал дядя и вместо Быкова ему был представлен Купитман.                                                                    |
| 198     | 04.03.2014 | Фил заподозрил, что Романенко «заинтересовался мальчиками», Семён с другом приготовили встречный розыгрыш. Софью достаёт хамоватая коллега, надо поставить её на место. Максим с Алёшей попытались обмануть Быкова — наивные…                                                                    |
| 199     | 05.03.2014 | Глеб оставлен нянчиться с братом, чем он не преминул воспользоваться. Семён, также прикрываясь заботой о дочери, провёз в больницу массу алкоголя. Введённые в заблуждение Софья с Алёшей подарили Быкову айпад Максима.                                                                         |
| 200     | 06.03.2014 | Максим борется за право самому есть свою еду. Софья нынче как никогда окружена мужским вниманием. Быков начал пропадать по ночам, расследование Кисегач привело к шокирующему выводу. |
| 201     | 11.03.2014 | Быков весь день доказывает Кисегач свою супружескую верность и, поскольку ему сейчас не до интернов, он поручил их молодым врачам. Фил сразу попал под влияние Максима. А Софье предстоит лечить «сильно возбуждённого» пациента.                                                                |
| 202     | 12.03.2014 | В больницу поступила чиновница из министерства, Алёша не упускает шанс осчастливить родной Торжок. У Софьи новая блажь: завести друга-гея, крепко обиженный на Купитмана Фил указал ей на её дядю.                                                                                               |
| 203     | 13.03.2014 | Софье поручено лечить заболевшего Алёшу, но она, приняв его болезнь за подкат, чуть не угробила друга. Быков пытается отвоевать отданное Максиму своё парковочное место. Развязавший Купитман ищет достойного собутыльника.                                                                      |

### Сезон 11
| № серии | Премьера   | Описание серии |
| ------- | ---------- | --- |
| 204     | 06.10.2014 | Для развития преподавательских способностей Быков поручил новых интернов своему старому составу. Но новички не так просты: ради спокойной жизни Максим пустился на подхалимаж, Алёша потребовал нормальных рабочих отношений, а Софья предложила Глебу себя. Врачи несколько раз меняются интернами, но это им не помогает.    |
| 205     | 06.10.2014 | Романенко, помня приказ Купитмана, отвергает Софью, у девушки упала самооценка, попытка исправить лишь усугубила ситуацию и Купитман признался ей о своём договоре с Глебом. Пациентка Максима признаёт лишь целительство, пришлось звать «знахаря Алексия».                                                                   |
| 206     | 07.10.2014 | Софья в восторге от ухаживаний Глеба — скупого хама и импотента. Максим, проводя в палату проститутку, представил её Быкову как жену пациента. Алёше достался больной из Торжка с весьма противоречивым отношением к вопросу землячества.                                                                                      |
| 207     | 08.10.2014 | Не желающий идти на работу Фил сказался больным и выяснил, что Купитману нет никакого дела до его здоровья. Быков доверил Софье посидеть с Илюшей, но она его потеряла. Максим, а потом и Алёша пытаются избавиться от «пристающей» к ним пожилой пациентки.                                                                   |
| 208     | 09.10.2014 | На пути отношений Софьи и Глеба внезапно встал Быков. Алёше нужна подпись начальства под своей положительной характеристикой. А Кисегач нужно согласие Фила для назначения его ответственным за технику безопасности. |
| 209     | 13.10.2014 | Софья, беспокоясь за потенцию Глеба, собралась его сексуально растормошить, а узнавший об этом Алёша из ревности стал им мешать. Из-за наплыва больных интернам пришлось сменить свою учебку на угол в ординаторской. Фил выпрашивает у Купитмана выходной, но добивается прямо противоположного результата.                   |
| 210     | 14.10.2014 | Интерны, желая увеличить свои квадратные метры, согласились сыграть с Быковым в медицинскую викторину. Вечером Глеб с Софьей собрались в кино, но с ними увязался Алёша. Объясняя происхождение фингала, Купитман поведал Любе возмутительные для неё подробности.                                                             |
| 211     | 15.10.2014 | Филу кажется, что он становится алкоголиком. Интерны полностью заселились в ординаторскую, теперь надо подстроиться под правила Быкова. Люба с Ритой поссорились, и, чтобы остановить хаос в отделении, Глеб взялся их помирить.                                                                                               |
| 212     | 16.10.2014 | Быков потерял дипломы интернов и собирался заказать копии. Максим целый день усердно ищет оригиналы — ведь его диплом купленный. Коллеги дали Лобанову обидное прозвище «Чайник». Чтобы избежать предстоящего секса с Софьей, Глеб отправил её поработать к Филу, тем более у того к ней тоже есть претензии.                  |
| 213     | 20.10.2014 | Быковы спорят, кто сегодня вечером будет отдыхать с Купитманом, а кто — ухаживать за Илюшей, в итоге пошли вместе, но без Купитмана. Софья потребовала секса и Глеб решил её бросить. Фил с помощью Семёна обнаруживает, что он незаметно для себя крадёт мелкие предметы.                                                     |
| 214     | 21.10.2014 | Оля собралась выйти из декрета, Семён против, поэтому старается удержать её заместителя от увольнения, рассказывая ей о тайном поклоннике. Быков отучает Алёшу от слепого подчинения, а Кисегач гадает, зачем ей в кабинете биксы.                                                                                             |
| 215     | 22.10.2014 | Глеб с Софьей ради плотских утех убежали с работы, оставив Фила сохранить побег в тайне, чем вызвали гнев Быкова и Купитмана. Алёше пришлось выбирать между профессиями врача и сантехника. Семён вообразил, что пациент украл у него телефон, но полиция не хочет заводить дело.                                              |
| 216     | 23.10.2014 | Софья лечит настолько идеального больного, что даже Быкову не к чему придраться. Лобановым нужен кредит, но Семён уже крепко задолжал банку. Фил разыграл Алёшу, как когда-то Купитман Лобанова, но шутка пошла не по плану.                                                                                                   |
| 217     | 27.10.2014 | Спасаясь от увольнения, Купитман на сутки нанял Любу навести порядок в венерологии. Быков ввёл мораторий на проявления нежных чувств в своём отделении. Семёну лень выводить пятно на полу, поэтому он попытался привлечь к работе Фила.                                                                                       |
| 218     | 28.10.2014 | Алёша с Ритой в смятении: парень узнал, что Рита — бывшая подруга Быкова, а она — о том, что больничная молва «обручила» её с Алёшей. Оля купила билеты на мюзикл, надо как-то аккуратно передать их Лобанову. |
| 219     | 29.10.2014 | Алёша, на зависть Софье, исправно изображает кавалера Риты. Фил учится заводить полезные знакомства. Семён по всей больнице ищет крайне нужный и столь же дефицитный препарат «вонабол». |
| 220     | 30.10.2014 | Алёша с Софьей лечат живущую по гороскопу пациентку. Фил, после многодневных попыток уговорить Купитмана отпустить его в Испанию, уступил поездку Семёну, которому как раз надо помириться с женой. |
| 221     | 05.11.2014 | Быков предложил Купитману сыграть в настоящую мужскую игру. Рита возмущена Алёшиными небылицами о причинах их расставания. Фил обнаружил, что Глеб водит в его комнату девушек, тот старается доказать свою невиновность. |
| 222     | 06.11.2014 | Кисегач увлеклась компьютерной игрой «Ферма». Купитман подарил Любе на День Рождения сертификат на место на кладбище. Софья решила, что Глеб показывает всем их интимные фото. Алёша, отпустив на вечер одного пациента и отказав другому, оказался лучшим аналитиком, чем Быков.                                              |
| 223     | 06.11.2014 | Переспавшие Купитман и Люба весь день подозревают друг друга в болтливости. Поступивший в больницу «храбрый рыцарь» оспаривает у «сэра Романенко» любовь «прекрасной леди Софьи». Алёшин земляк стесняется идти со своей срамной болезнью к врачу и старается излечиться по телефону, ставя своего друга в неловкое положение. |

### Новогодняя серия № 2
| № серии              | Премьера   | Описание серии |
| -------------------- | ---------- | --- |
| Новогодняя серия № 2 | 31.12.2014 | На Новый Год в больнице происходят чудеса — хорошие и не очень: кто-то подарил Быкову и Кисегач подарки, о которых они мечтали, Купитман устроил презентацию собственной марки коньяка, Алёша на глазах у детей подрался с Дедом Морозом, а позже переспал со Снегурочкой. |

### Сезон 12
| № серии | Премьера   | Описание серии |
| ------- | ---------- | --- |
| 224     | 09.02.2015 | Кисегач приготовила Быкову рагу, но «химической отраве» подверглись Алёша и Купитман. Санитар Паша спасает жизнь Филу и становится его лучшим другом, но дружба быстро обоим надоела. Глеб, в отличие от Софьи, не помнит, как ночью признался ей в любви, а она так хочет услышать это снова. |
| 225     | 10.02.2015 | После давнего увольнения со скандалом Полина хочет вернуться в интернатуру. Узнав причины её ссоры с Быковым все дружно пытаются их помирить, но оказалось, что они не всё знают. Алёша подозревает пациента-цыгана Софьи в воровстве.                                                         |
| 226     | 11.02.2015 | В результате деятельности Кисегач и Быкова у Купитмана с Любой начались тайные любовные отношения. Алёша не может заставить работать не в меру общительную Полину. Романенко с помощью Фила убедил Софью в том, что у него с Полиной ничего не было.                                           |
| 227     | 12.02.2015 | Глеб донёс Быкову, что Купитман провёл ночь не один, но скрытность венеролога навела их на безрадостные мысли. Полина своеобразно попыталась свести Фила с пациенткой, теперь он предвкушает секс втроём.                                                                                      |
| 228     | 16.02.2015 | Алёша на полдня вывел Любу из строя детской загадкой на логику. Фил с Купитманом поспорили, кто из пришедших к ним на приём супругов болен. Софья подозревает, что Полина играет на чувствах Быкова.                                                                                           |
| 229     | 17.02.2015 | Глеб с Софьей оказались беспокойной парой и Купитман с Филом одновременно предложили им съехать. В больнице появляется новый врач Тимур Алабаев, к несчастью для Полины — её бывший муж. Люба обнаружила, что Рита перехватила лидерство по сбору и распространению информации.                |
| 230     | 18.02.2015 | Тимур слишком лихо взялся прикрывать отлучившегося Глеба. Софья получает ранения на необъявленной войне с Полиной, желающей просто забыться в работе. Алёша стал объектом спора двух блондинок и Риты.                                                                                         |
| 231     | 19.02.2015 | Быков прочёл смс-ки Любы Купитману и заподозрил неладное. Глеб обнаружил, что Кисегач перестала воспринимать его как сына. Алёша попал под влияние Тимура, загрузившего его работой. |
| 232     | 24.02.2015 | Алёша пообещал Любе с Купитманом сохранить их тайну, но стал настораживать своим поведением. Несмотря на усилия Глеба потенциальные родственницы — Кисегач и Софья — не стремятся познакомиться поближе. Быков уловил связь между своими перемещениями и работоспособностью Тимура.            |
| 233     | 25.02.2015 | Глеб с Софьей запланировали поездку в Питер, но у них появилось множество нежелательных попутчиков. Вся больница с интересом следит за спором Тимура с Полиной, кто виновен в крахе их брака. Алёша ищет женщину, довольную своей внешностью.                                                  |
| 234     | 26.02.2015 | Тимур случайно задел ноутбук Быкова и теперь обязан восстановить его результаты в зомби-игре. Глебу надоела вражда Софьи с Полиной и он отправил их вместе на шопинг. К Купитману приехала давняя подруга, Люба не в восторге.                                                                 |
| 235     | 02.03.2015 | Гордость Любы и Купитмана не даёт им помириться, Алёша становится их голубем мира. Пациентка поведала Софье о суперлюбовнике, по стечению фактов та подумала на Тимура. Больной, ссылаясь на личное знакомство с Кисегач, требует у Глеба с Быковым VIP-лечения.                               |
| 236     | 03.03.2015 | Купитман посоветовал Кисегач встряхнуть заскучавшего Быкова. Фил, доказывая Тимуру свою толерантность, превратился в его глазах сперва в гея, а потом и в расиста. Полина с Глебом «сняли жильё», но парень «изменил» ей с Софьей и она переехала к Филу.                                      |
| 237     | 04.03.2015 | Глеб с Софьей начали жить вместе, но окружающие не верят в успех их будущей семьи. Не успел Фил приютить Полину, как Тимур начал интересоваться его увлечениями. А Алёша учится убеждать людей лечиться.                                                                                       |
| 238     | 05.03.2015 | В больнице с утра переполох: за Софьей едет её отец. Купитман прячет запасы алкоголя, Глеб прикидывает варианты встречи. Полина с Ритой узнали, что у Любы кто-то есть и, вероятнее всего, это Алёша.                                                                                          |

### Сезон 13
| № серии | Премьера   | Описание серии |
| ------- | ---------- | --- |
| 239     | 07.09.2015 | Мальцев пытается убедить Риту, что у него с Любой ничего нет, Люба же наоборот ухватилась за эту версию. Беседа с будущим зятем не удовлетворила отца Софьи и он организовал прослушку. Меж тем Романенко ещё не сообщил матери о своём желании жениться, пусть сперва Быков её подготовит.                                               |
| 240     | 07.09.2015 | Купитман обещал Любе культурный вечер, а тут как раз Фил отдал свой билет в VIP-клуб, но подарок оказался с подвохом. Кисегач обеспокоена выбором сына, и её весь день мучают видения. Тимур хочет вечером посмотреть хоккей, и Полина нагрузила его своей работой — иначе скажет счёт.                                                   |
| 241     | 08.09.2015 | Свадьба стоит денег и Глеб решил продать машину. Тем временем больничные кумушки напели Софье о перспективах до- и послесвадебной жизни, посеяв у неё сомнение в своём решении. Алёша не заметил Быкова в ординаторской и высказал Полине и Тимуру всё, что о нём думает. Купитман спровоцировал Фила на аферу с целью получить прибавку. |
| 242     | 09.09.2015 | Раз Кисегач доверяет няне уход за Илюшей, Быков решил переложить свои бытовые обязанности на Мальцева. Глеб застал Любу у Купитмана, пришлось представить её как домработницу. Фил заглядывается на Полину, но ни девушка, ни Тимур в этом не заинтересованы и они решили свести его с «подружкой» Катей.                                 |
| 243     | 10.09.2015 | Софья и Романенко планируют сценарий свадьбы, нужно лишь убедить тестя не вмешиваться. Под грузом обстоятельств Купитман с Любой признались Быкову в своих отношениях, но он не поверил. Фил, к удивлению Тимура с Полиной, пригласил Катю на свидание.                                                                                   |
| 244     | 14.09.2015 | Алёша отнял у Глеба славу первого красавца больницы. Тимур и Полина потребовали от Кати прекратить отношения с Филом, хотя и проституткам не чужды светлые чувства. Быков с Купитманом что-то затевают на чердаке больницы, но Кисегач обязательно всё выяснит.                                                                           |
| 245     | 15.09.2015 | Тимур поспорил с Быковым, что промолчит всю смену, и никакие подначки окружающих не выведут его из равновесия. Алёша неумышленно становится помехой в любовных играх Романенко и Софьи. Купитман учит Фила не стесняться своей специализации.                                                                                             |
| 246     | 16.09.2015 | Катя тоже скрывала свою профессию — она журналист. Кисегач повела мужа к семейному психологу, но Быков узрел в нём родственную душу. Купитман уже немолод и ему нужна виагра, а она сильно влияет на сердце. |
| 247     | 17.09.2015 | Купитман научился находить скрытый смысл даже там, где его нет. Тимур под руководством Глеба выясняет, до́рог ли он ещё Полине. К Мальцеву на лечение поступил «двоюродный брат» Быкова. |
| 248     | 21.09.2015 | Люба и Купитман не могут помириться из-за несогласованности миротворческих действий Быкова и Кисегач. Тимур заподозрил, что Рита с Полиной «порозовели» на почве полового воздержания. Романенко учит Софью экономить и скатывается до скупердяйства.                                                                                     |
| 249     | 22.09.2015 | Кисегач и Люба нанимают экстрасенса для исправления своих мужчин. Фил доказывает Кате, что геи такие же люди как и все. Глеб собрался на встречу одноклассников, но при этом не желает упрашивать Софью его отпустить. |
| 250     | 23.09.2015 | Алёша собрался расстаться с Ритой, но случился форс-мажор в лице её отца. Тимур с Полиной переспали, парень решил использовать это в своих интересах. Глеб и Софья, а затем и Кисегач с Купитманом выдвигают каждый своих людей в список гостей на свадьбу.                                                                               |
| 251     | 24.09.2015 | Фил едет домой отговаривать отцов от развода, Катя собралась лететь с ним. Мальцев маниакально боится ружья, имеющегося в семье Королёвых. Глеб уяснил, что женщины способны хранить секреты лишь сообща. Купитман ищет негодяя, ворующего коньяк.                                                                                        |
| 252     | 28.09.2015 | Пока Фил был рядом, Купитман разленился и теперь, к всеобщему возмущению, отлынивает от работы. Софья и Романенко соревнуются в искусстве развода. Рита, Люба и Полина заключили пари, кто из пациентов раньше их покинет. |
| 253     | 29.09.2015 | Купитман решил сделать Любе предложение, но не то, которое ей хотелось бы. Глеб ищет ведущего на свадьбу, а тут как раз на лечение поступил Гарик Харламов. |
| 254     | 30.09.2015 | Софья намекает Тимуру, что надо бы забрать сексуальный долг у Полины, но отдуваться пришлось Глебу. Алёша не может найти момент для объяснения с Ритой, так как Быков постоянно на неё орёт. А Люба выявляет прошлые связи Купитмана в его отделении.                                                                                     |
| 255     | 01.10.2015 | Алёша ради поездки в Торжок симулирует нервный срыв. Тимур и Романенко поругались и срываются на девушках друг друга вплоть до «рукоприкладства». Купитман в смятении: он увидел, в каком платье Люба собралась идти с ним на официальный приём.                                                                                          |
| 256     | 05.10.2015 | Софья и Тимур решают подзаработать на пациентке, но она оказалась хитрее. Романенко заставил Полину с Алёшей ощутить всю тяжесть интернатуры, они дали достойный ответ. Люба заводится от гнева Купитмана. |
| 257     | 06.10.2015 | Быков с Купитманом ушли в бар посидеть в чисто мужской компании, но утром проснулись в женской. Софья узнала, что семейные планы у неё и у Глеба сильно различаются. Лёша морально созрел и делает предложение Рите. |
| 258     | 07.10.2015 | Глеб и Софья готовятся к последней предсвадебной гулянке, но если с мальчишником всё более-менее ясно, то сценарий девичника споткнулся о запросы невесты и финансовые возможности её подруг. Пока все суетятся, Мальцев заботится о больных и набирает дежурств, а Кисегач обуяла грусть о прожитых годах.                               |

### Сезон 14
| № серии | Премьера   | Описание серии |
| ------- | ---------- | --- |
| 259     | 25.01.2016 | День свадьбы выдался беспокойным. Пока Глеб доказывал будущим родственникам, что верен невесте, Софья раздумала выходить замуж и ищет причины, чтобы торжество не состоялось. А Быкова с Кисегач вообще заперли в обезьянник.                                                                                              |
| 260     | 25.01.2016 | Романенко с горя ушёл в запой, только жёсткие меры Быкова привели его в чувство. Полина заметила, что секс с Тимуром заметно улучшился, пришлось признаться, что он пользуется «учебными пособиями». Из Америки вернулся Левин, но терапия встретила его прохладно, лишь Купитман рад его приезду. Хотя нет, и он туда же. |
| 261     | 26.01.2016 | В больницу возвратился Фил и сразу стал навязывать Глебу свои услуги психотерапевта. Левин боится, как бы коллеги не узнали, что он вернулся не по своей воле. У Алёши появился шанс разойтись с Ритой: она идёт на свидание с бывшим.                                                                                     |
| 262     | 27.01.2016 | Левин с трудом наладил отношения с новым персоналом терапии, но своим дальнейшим поведением тут же всё сгубил. Охрана больницы устала гоняться за скейтбордистами. Фил обнаружил, что все вокруг в сговоре с Купитманом.                                                                                                   |
| 263     | 28.01.2016 | Левин узнал про систему баллов и включился в борьбу за лидерство. Алёша написал Рите письмо с объяснениями, но оно попало на глаза Любе. За самовольный отпуск Лобанов сослан в бригаду скорой помощи, но Быков готов его спасти.                                                                                          |
| 264     | 01.02.2016 | Семёну поставлена задача от начальства: Глеб не должен напиться. Быков поспорил с Левиным, что сможет собрать народ на самую скучную лекцию и в самое неудобное время. Полина хочет узнать настоящую причину увольнения Тимура из частной клиники.                                                                         |
| 265     | 02.02.2016 | У Фила и Полины выходной, день проходил в веселье, пока не пришло SMS от Тимура. Глеб положил в палату свою подружку и вместе с Лобановым чуть не свели с ума её пожилую соседку. Купитман заметил Левина с Любой и в приступе ревности подставил его перед мамой.                                                         |
| 266     | 03.02.2016 | Фил весь день прикрывает Полину, спровоцировав противостояние Быкова и Купитмана. Лобанов и Левин выясняют, кто пишет про них гадости. Люба терроризирует Алёшу по поводу их отношений с Ритой, пришлось и ей подкинуть проблем с Купитманом.                                                                              |
| 267     | 04.02.2016 | Кисегач пытается получить новый кардиограф от чиновника, надо лишь правильно на него надавить. Купитман ревнует Любу к Левину, осознавая, что тот во многом лучше него. Ради примирения Лобанов принёс Гене бутылку водки, вскоре всё приёмное отделение оказалось под капельницей.                                        |
| 268     | 08.02.2016 | Быков оставил Лобанову своего ребёнка и тот до вечера ликвидировал у Ильи отставание в развитии. Рита ищет подруге отличного врача, но только не Лёшу. Фил взял себе пациента-полковника и Купитман хочет его вернуть. |
| 269     | 09.02.2016 | Быкову надоело вытаскивать по ночам из баров загулявшего Глеба и однажды он оставил его на произвол судьбы. Наутро парень исчез, Лобанов, Фил, Левин и Купитман были в ту ночь с Романенко и пытаются вспомнить, что же с ним случилось.                                                                                   |
| 270     | 10.02.2016 | Глеба нашёл родной отец и он намерен сам заняться дальнейшим воспитанием сына. Кисегач переночевала у бывшего, как бы не узнал об этом Быков. Фил и Полина доказывают больнице, что они не пара. Купитмана арестовали за покушение на Левина и он думает, нужна ли ему свобода.                                            |
| 271     | 11.02.2016 | Кисегач делает всё, чтобы Быков её простил, а тот этим пользуется. Отец Романенко желает посмотреть, как сын работает в больнице. Полина согласилась арендовать квартиру у Любы, но Фил не хочет лишаться такой соседки.                                                                                                   |
| 272     | 15.02.2016 | Глеб решает уйти работать к отцу, но оказалось, что бизнес — это большой труд. Для поднятия у Левина самооценки Полина с Любой и Ритой наняли девушку для свидания с ним, но своим поведением он настроил против себя и её, и своих благодетельниц.                                                                        |
| 273     | 16.02.2016 | Левин с Алёшей учатся субординации и рабочей этике. Фил осознал, что влюблён в Полину, Семён взялся выяснить, каковы его шансы на успех. Родители Глеба подвигли сына сделать выбор между бизнесом и больницей. |
| 274     | 17.02.2016 | Романенко выбрал медицину, но Быков отказался брать его обратно в отделение. Люба помогла Рите выбрать свадебный наряд, заодно прикупила платье и себе. Левину необходимо вернуть авторитет в глазах Мальцева, а для этого необходимо отчитать Лобанова.                                                                   |
| 275     | 18.02.2016 | Кисегач по совету Виктора назначила Глеба своим замом, а сама отправилась в спа-салон. Разгневанный этим назначением Быков ушёл пить, а потом и вовсе укатил на рыбалку с Купитманом, оставив Левина за старшего, в результате Алёша с Полиной пытаются найти и исправить свои «глобальные» ошибки.                        |
| 276     | 19.02.2016 | Левин подал докладную на Лобанова, Глеб попытался пустить всё на самотёк, но жалобы написали и на него. Фил с Полиной провели вечер под коньячок, а наутро девушка почему-то стала его избегать. Романенко-старший официально объявил Быкову, что намерен вернуть Настю.                                                   |
| 277     | 24.02.2016 | Виктор теснит Быкова по всем направлениям, даже делает предложение руки и сердца Кисегач. А тем временем Левин так всем надоел в роли и. о. завотделения, что народ начал мечтать, кто из них был бы идеальным начальником.                                                                                                |
| 278     | 25.02.2016 | Быков решает сдаться и удалиться в Питер, оставив свою должность Левину. Купитман засобирался следом, поэтому передал отделение Филу и предложил Любе пожениться и уехать с ним. Глеб занял место главврача (благо Кисегач подалась к Быкову) и сошёлся с приехавшей за отцом, но пожелавшей остаться Алисой.              |

### Документальные фильмы
- 12 июня 2012 года состоялась премьера документального фильма «Интерны. История болезни».
- 26 сентября 2013 года состоялась премьера документального фильма «Интерны. Полное обследование»[10].

## Производство

### Сценарий
Автор идеи сериала — Вячеслав Дусмухаметов — выпускник Челябинской государственной медицинской академии. Учёба в этом заведении, а также последующая интернатура по терапии и врачебная практика стали источником шуток и ситуаций сериала. Над сценарием работают в общей сложности 18 человек, среди них есть выпускники Челябинской государственной медицинской академии, участники КВН.
Перед премьерным показом некоторые журналисты высказывали мнение, что «Интерны» имеет сходство с американскими телесериалами «Клиника» и «Доктор Хаус». Создатели «Интернов» не отрицают этого, хотя и позиционируют свой сериал как независимое произведение.

### Режиссёрско-постановочная группа
- Радда Новикова — режиссёр
- Евгений Калабин — режиссёр планирования
- Олег Николаев — кастинг-директор, подбор актёров
- Марина Лёвкина — кастинг-директор, подбор актёров
- Оксана Кусова — помощник кастинг-директора
- Татьяна Огнерубова — ассистент режиссёра по актёрам
- Ольга Чернышова — ассистент режиссёра по актёрам

### Декорации
Съёмки сериала проводились в специально построенном павильоне ООО «Моя Студия» на территории бывшего завода. Лекарства и медицинское оборудование в кадре — настоящие, оборудование — списанное или взятое в аренду. Коньяк в кабинете доктора Купитмана также настоящий, однако во время съёмок актёр пьёт подкрашенный чай вместо алкоголя, так как Вадим Демчог вообще не пьёт.

### Картинка
С самого начала в процессе съёмок используется цифровая кинокамера ультра-высокого разрешения «Red One». Однако в HD «Интерны» стали выпускаться лишь с 2013 года.

### Звук
В отличие от большинства юмористических сериалов, в «Интернах» отсутствует закадровый смех.

### Музыка
Над музыкой к фильму работала студия звукозаписи «Promuse» (Игорь Смирнов и Назар Ровков), также «Седые соловьи» (Иван Лубенников и Александр Привалов) и «Mr. Bocha» (Александр Бочагов). Кроме того, часто в качестве музыкального оформления серий используются известные классические произведения Моцарта, Чайковского, Бетховена, Бизе, Вагнера, Вивальди, Листа, Сарасате, Шопена и других композиторов, что, по мнению продюсера, является одной из отличительных черт сериала. Также в 238 серии (заключительная серия 12 сезона) используется песня «Выхода нет» группы «Сплин».

## Отзывы
В материале «Комсомольской правды», посвящённом сериалу, приводятся отзывы врачей, что сериал содержит множество ляпов, тем не менее, делается вывод, что «эти ляпы — вполне терпимы, учитывая лёгкость жанра».

## Награды
28 февраля 2011 года на первой церемонии вручения телевизионной премии «Золотой носорог» сериал «Интерны» был признан лучшей ситуационной комедией, а Ивана Охлобыстина и Светлану Камынину наградили за актёрскую игру. В 2016 году на премии «ТЭФИ-2016» сериал выиграл премию в номинации «Лучшая телевизионная многосерийная комедия/Ситком».

## «Мультерны»
23 ноября 2019 года на ТНТ состоялась премьера первых восьми эпизодов мультсериала-пародии «Мультерны», созданного на основе первой 21 серии оригинального ситкома. Показ остальных 13 эпизодов состоялся 11—12 января 2020 года.